# Stephen Murphy (policier)
Pour les articles homonymes, voir Stephen Murphy.
Stephen Murphy, connu sous le nom de Steve Murphy est un policier américain de la Drug Enforcement Administration (DEA) ayant notamment lutté contre le trafic de drogue en Colombie dans les années 90.

## Biographie
D'origine irlandaise, Stephen Murphy naît en 1957 dans l'état du Tennessee, mais il grandit à Princeton en Virginie-Occidentale. En 1974, il intègre l'université de Virginie-Occidentale durant une année à l'issue de laquelle il obtient son baccalauréat universitaire. Là, il s'inscrit au Bluefield State College où il sera diplômé en justice criminelle en 1981. Il intègre à cette époque la DEA à Miami.
Quatre ans après son arrivée en Floride, il est envoyé en Colombie pour lutter contre le trafic de cocaïne. Avec son collègue Javier Peña, il participe à la lutte contre le cartel de Medellín et traque Pablo Escobar. Après la mort de ce dernier en 1993, il revient aux États-Unis où il a occupé plusieurs postes au sein de la DEA dans différentes juridictions, en mettant son expérience internationale au service de la lutte contre le trafic de drogue dans le pays.
Il a coécrit avec Javier Peña un livre revenant sur la traque de Pablo Escobar.

## Culture populaire
Steve Murphy est notamment rendu célèbre comme personnage principal de la série Netflix, Narcos, qui retrace la traque de Pablo Escobar. Il est narrateur et personnage principal des deux premières saisons (qui se concluent par la mort de Escobar) mais est absent de la saison 3 portant sur le cartel de Cali. Il est interprété par Boyd Holbrook.
Steve Murphy a travaillé comme consultant pour la réalisation de la série et fait une apparition à l'écran lors du dernier épisode de la saison 2,.

## Livre
(en) Javier Peña et Stephen Murphy, Manhunters : How We Took Down Pablo Escobar, New York, St. Martin's Press, novembre 2019, 352 p. (ISBN 978-1-250-20288-8)